# Сейфулла Курахский
Сейфулла Курахский (1895, Курах, Кюринский округ, Дагестанская область — 1915, там же) — лезгинский поэт. 

## Биография
Родился в семье беднейшего крестьянина. Отца звали Чабан. У него было два брата (Гаджимурад и Фейзи) и сестра (Шекерханум). Учился в медресе. Приспособил арабский алфавит к родному языку для записей своих произведений. 
Наряду с Сулейманом Стальским был представителем бедноты в дореволюционной лезгинской литературе. Рассказывают, что свои стихи он пел под собственный аккомпанемент, играя на чунгуре.Находясь под сильным влиянием ислама, зачастую облекал свой протест в религиозную форму. В русском переводе имеются два стихотворения — «Зелимхан» и «Судьи». Скончался от воспаления лёгких в 1915 году.
Ниже приведён перевод на русский язык стихотворения «Зелимхан» о Зелимхане Харачоевском.

Сменил ты Амиля, боец родимый.
Помогай, Аллах, нам, войны владыка!
Души забирающий у гяуров,
Приносящий слабейшим братьям,
Над тобою коршун кружится хмурый.
Помогай, Аллах, нам своим заклятьем!
Ты родился львёнком в ночном тумане,
В этот час со стенок винтовки сняли
Злые и голодные мусульмане.
Помогай, Аллах, нам, водитель стали!
Шейх Али-Хаджи врагами схвачен,
Он из-за тебя принимает кару.
Русские с равнины уходят с плачем.
Помогай, Аллах, нам огнём пожара!
Шейхов изловила гяуров свора.
Знамя газавата над каждым домом.
Время наступило – и вспыхнул порох.
Помогай, Аллах, нам дождём и громом!..
Ну, так подымись же в Гуниб старинный,
Сядь взамен имама среди аула…— «Зелимхан»